# 아메리칸 메이드
《아메리칸 메이드》(영어: American Made)는 2017년 개봉한 미국의 전기, 블랙 코미디, 범죄 영화이다. 더그 라이먼이 감독을 맡았으며 게리 스피넬리가 각본을 맡았다. 1980년대 마약 밀수업자로 활동하다 후에 미국 마약단속국에 정보를 제공한 전직 트랜스월드 항공 조종사 베리 실의 실화를 바탕으로 한다. 톰 크루즈가 주인공 배리 실 역을 연기하고, 세라 라이트, 도널 글리슨, 제이마 메이스가 조역으로 출연한다.

## 줄거리
냉전이 한창이던 1978년. 루이지애나 출신의 배리 실은 TWA에서 비행기 조종사로 일하면서, 출중한 비행 실력을 살려 쿠바산 시가를 밀반입하며 뒤로 소소하게 이득을 챙기고 있었다. 어느 날 자신을 '셰이퍼'라 칭하는 CIA 요원이 찾아온다. 셰이퍼 요원은 그의 비행 실력을 살려 중앙아메리카 각지를 촬영하는 첩보 임무를 수행할 것을 제안한다. 배리는 흔쾌히 승낙하는 한편, 아내 루시에게는 이 일을 비밀로 한다.
CIA가 배리의 활동 덕택에 큰 성과를 거두자 배리의 입지도 높아진다. 배리는 노리에가 장군과의 연락책 역할도 맡기 시작한다. 그러자 콜롬비아의 악명 높은 메데인 카르텔의 오초아가 배리를 불러들여 임무 수행 비행기로 코카인 밀수에 협조하라는 제안을 해온다. 배리가 코카인을 싣고 루이지애나 시골 들판에 밀봉한 약뭉치를 떨구면 현지의 카르텔 조직원들이 회수하는 것이었다. CIA는 이러한 일탈을 묵인해주었지만, DEA에서 배리를 추적하기 시작하자 배리는 가족을 데리고 아칸소주의 시골 동네 미나로 이사한다. 루시는 배리가 하는 일을 알게 되자 반발하지만, 배리가 막대한 돈을 벌어들이는 것을 알게 되자 그를 받아들인다. CIA 임무에 마약 밀수까지 이어지며 배리의 가족은 거부로 성장하고, 지역까지 덩달아 부유해지기 시작한다.
이 무렵 미국은 니카라과의 콘트라 반군을 은밀하게 지원하고 있었다. 셰이퍼는 배리에게 반군에게 무기를 배달할 것을 요청한다. 그러나 반군은 진지하게 전쟁을 할 생각이 없었고, 배리가 배달한 총은 카르텔에 흘러들어간다. CIA는 아예 미나에 훈련 기지를 세우고 반군을 직접 데려와 훈련시키고자 하지만 대부분은 도주한다.
배리의 재산은 걷잡을 수 없이 불어나 집 안팎을 돈으로 채워야 할 지경에 이른다. 이때 철없는 한량으로 지내던 배리의 처남 JB가 배리의 집에서 눌러살기 시작한다. JB는 곧 배리의 돈에 눈독을 들이고 돈을 훔치기 시작한다. JB는 배리의 검은 돈을 쓰다가 결국 보안관에게 체포되어 유치소에 수감되어 버린다. 배리가 JB 문제를 이유로 카르텔의 마약 밀수 요구를 거절하자, 카르텔은 문제를 대신 처리해주겠다고 말한다. 보석으로 풀려난 JB는 자동차를 타고 도주하다가 카르텔이 차에 설치한 폭탄에 목숨을 잃는다.
배리의 범죄는 마침내 FBI, DEA, 주 경찰에 덜미가 잡힌다. CIA도 배리를 토사구팽하면서 배리는 수많은 집행기관에 동시에 체포된다. 정말로 위기에 몰리게 된 배리였으나, 때마침 니카라과 좌파 정권이 마약 카르텔과 연루되어 있다는 증거를 원했던 미국 정부에 의해 배리는 풀려난다. 백악관은 배리에게 석방해주는 대신 카르텔과 접촉해 증거 사진을 찍어오라고 지시한다. 배리는 카르텔의 의심을 풀고 간신히 증거 사진을 얻을 수 있었다. 하지만 마땅히 배리를 지켜줘야 할 정부는 버젓이 배리가 카르텔과 함께 찍힌 사진을 공개해 버린다. 배리는 주 검경에 체포되고, 카르텔도 배신자 배리를 처단할 것을 계획한다.
배리는 사회봉사명령만을 선고받는다. 배리는 가족을 루이지애나로 보내고 성실히 사회봉사에 임하는 한편, 카르텔이 자신을 노릴까봐 조심스레 움직인다. 배리는 자신의 지난 행적을 상세히 증언하는 영상을 남겨둔다. 결국 배리는 사회봉사를 하는 구세군 건물 앞에서 카르텔 조직원에게 살해당한다. 배리가 죽자 CIA는 배리에 대한 자료를 전부 파기하지만 반군 지원 계획은 계속 이어진다. 이후 셰이퍼는 새로운 반군 지원 계획을 상사에게 제안한다.

## 출연
- 톰 크루즈 - 배리 실
- 도널 글리슨 - 몬티 셰이퍼
- 세라 라이트 올슨 - 루시 실
- 제시 플레먼스 - 조 다우닝 보안관
- 케일럽 랜드리 존스 - JB
- 롤라 커크 - 주디 다우닝
- 제이마 메이스 - 데이나 시보타
- 알레한드로 에다 - 호르헤 오초아
- 베니토 마티네즈 - 제임스 랭글
- E. 로저 미첼 - 크레이그 매콜
- 제드 리스 - 루이스 핑클
- 제이슨 워너 스미스 - 빌
- 마크 매컬러 - 피트
- 프레디 예이트 - 카를로스 레데르
- 마우리시오 메이하 - 파블로 에스코바르
- 알베르토 오스피노 - 마누엘 노리에가
- 토니 게레로 - 페데리코 본
- 코너 트리니어 - 조지 W. 부시
- 로버트 패리어 - 올리버 노스 중위
- 에이프릴 빌링슬리 - 제니
- 마이크 프니스키 - 윌리
- 믹키 섬너 - 폰 홀
- 샤론 콘리 - DEA 요원 그레이스
- 저스티스 릭 - 윈터 요원
- 인드라 쿠마르 - 중동 경매 입찰자
- 라라 그라이스 - 여자 리포터
- 브랜든 스테이시
- 프랭크 리카리 - 프랭크스 ATF 특수요원
- 앨릭스 콸스 - 배리 아들
- 제이 자블론스키